# آروکاریا
آروکاریا نام یک سرده از درختان مخروطی همیشه‌سبز از خانواده آروکاریاسه است. امروزه این درختان بیشتر در نیمکره جنوبی یافت می‌شوند، اما در دوره‌های ژوراسیک و کرتاسه در سراسر جهان پراکنده بودند.
در حال حاضر، ۲۰ گونه زنده از این سرده وجود دارد که در کالدونیای جدید (که ۱۴ گونه بومی آنجا هستند)، شرق استرالیا (ازجمله جزیره نورفک)، گینه نو، آرژانتین، برزیل، شیلی و اروگوئه یافت می‌شوند. این سرده برای بسیاری از مردم به دلیل درخت معروف به کاج شیلیایی یا درخت معمای میمون (Araucaria araucana) شناخته‌شده است. نام بومی مشخصی برای این سرده وجود ندارد و بسیاری از گونه‌های آن را کاج می‌نامند، هرچند که از نظر تکاملی فقط ارتباط دوری با کاج‌های واقعی (سرده Pinus) دارند.
توصیف
درختان آروکاری عمدتاً بزرگ هستند و تنه‌ای ضخیم و راست دارند که می‌تواند بین ۵ تا ۸۰ متر ارتفاع داشته باشد. شاخه‌های افقی و گسترده آن‌ها به‌صورت طبقه‌ای رشد می‌کنند و با برگ‌های چرمی یا سوزنی‌شکل پوشیده شده‌اند. در برخی گونه‌ها، برگ‌ها باریک، نوک‌تیز و نیزه‌ای شکل هستند و به‌سختی روی هم قرار می‌گیرند، درحالی‌که در برخی دیگر برگ‌ها پهن و مسطح بوده و کاملاً روی هم می‌افتند.
این درختان عمدتاً دوپایه هستند، به این معنا که مخروط‌های نر و ماده روی درختان جداگانه‌ای رشد می‌کنند، هرچند که برخی درختان یک‌پایه هستند یا با گذر زمان جنسیت خود را تغییر می‌دهند. مخروط‌های ماده معمولاً در بخش‌های بالایی درخت قرار دارند، کروی شکل هستند و بسته به گونه، قطری بین ۷ تا ۲۵ سانتی‌متر دارند. این مخروط‌ها بین ۸۰ تا ۲۰۰ دانه خوراکی تولید می‌کنند که از نظر ظاهری به دانه‌های کاج شباهت دارند اما بزرگ‌تر هستند.
مخروط‌های نر کوچک‌ترند و طول آن‌ها بین ۴ تا ۱۰ سانتی‌متر است. این مخروط‌ها استوانه‌ای باریک تا پهن بوده و عرض آن‌ها بین ۱٫۵ تا ۵ سانتی‌متر متغیر است.

## آروکاریا(نام علمی:Araucaria)
نام یک سرده از تیره مطبق‌کاجیان است.
آروکاریا، گیاه مخروطی زیبایی است که نهال‌های کوچک آن را در گلدان‌های شیشه ای نگه می‌دارند. بوته‌های کوچک آن را می‌توان در گلدان‌ها و روی میز، و درختان بزرگ‌تر آن را در سالن‌ها و اتاق‌های بزرگ گذاشت. این گیاه در محیط خنک و پر نور، شاداب تر است و تا ارتفاع ۵\۱ متر رشد می‌کند. اگر گلدان تعویض نشود، گیاه از رشد بازمی‌ماند. مسئلهٔ مهم در مورد آروکاریا ریزش برگ و از دست رفتن شاخه‌های گل دهنده به دلیل گرما و خشکی هوا یا خاک گلدان است.

## روش نگهداری

### دما
این گیاه به گرمای متوسط نیاز دارد. در زمستان در جای خنک نگه داری شود.

### نور
نور، کافی یا نیمه سایه باشد.

### آب
بهار و پاییز به آبیاری منظم نیاز دارد و در زمستان به آب کم.

### رطوبت هوا
گاهی به برگ‌های این گیاه باید آب پاشید. به خصوص اگر در زمستان، دستگاه حرارتی اتاق را گرم کند. در تابستان در محلی نگهداری شود که هوا در جریان است.

### تعویض گلدان
هر سه یا چهار سال یکبار در فصل بهار تعویض شود.

### تکثیر
تکثیر آروکاریا معمولاً دشوار است. 